# Sam (1986)
Sam ist ein US-amerikanischer Dokumentarfilm aus dem Jahr 1986.

## Handlung
Der Farmer Sam Phelps aus dem US-Bundesstaat New York nimmt zu der möglichen Zerstörung eines Wassereinzuggebietes in der Nähe Stellung. Er plädiert für weitsichtigere Planung und dem maßvollen Umgang mit der Landschaft.

## Auszeichnungen
1987 wurde der Film in der Kategorie Bester Dokumentar-Kurzfilm für den Oscar nominiert.
Bei der Verleihung der Student Academy Awards wurde Aaron D. Weisblatt mit einer Verdienstmedaille geehrt.